# NGC 314
NGC 314 (również PGC 3395) – galaktyka soczewkowata (SB0), znajdująca się w gwiazdozbiorze Rzeźbiarza. Odkrył ją John Herschel 27 września 1834 roku.